# Тейссен, Кес
Кес Тейссен (нидерл. Kees Thijssen ; род. 25 августа 1975 года) — нидерландский шашист (международные шашки), чемпион Нидерландов 2003-2007 годов, бронзовый призёр 1998 года. Участник чемпионатов мира 2003 (6 место), 2005 (6 место), 2007 (17 место), 2025 (6 место) годов, чемпионатов Европы 2006 (6 место), 2008 (7 место), 2010 (30 место) и 2012 годов (6 место). Международный гроссмейстер FMJD.

## Национальные чемпионаты
Кесу Тейссену принадлежит рекорд  по числу побед подряд на чемпионатах Нидерландов - пять (2003-2007), ему же принадлежал рекорд самого юного участника финала чемпионата Голландии (в 18 лет, 1994 год) 
В восемнадцать Кис стал учиться в Амстердаме, стал членом знаменитого шашечного клуба Hiltex, с которым он выиграл клубные национальные чемпионаты (1999, 2002). В клубе Hiltex Кес познакомился с Анатолием Гантваргом, выучивший его стратегии шашек. Спустя несколько месяцев Кис стал самым молодым финалистом шашечных чемпионатов Голландии (1994). В тренерскую команду Тиса позднее вошли Paul Oudshoorn  и Мартин Долфинг. Когда Кес работал в тесном сотрудничестве с Мартином, тот выиграл первый свой национальный титул (2002), однако затем чемпионаты стал выигрывать уже сам Кес (2003-2007). 
| год  | место проведения    | занятое место |  | jaar | locatie    | plaats |  | jaar | locatie   | plaats |  | год  | место проведения | занятое место |
| ---- | ------------------- | ------------- |  | ---- | ---------- | ------ |  | ---- | --------- | ------ |  | ---- | ---------------- | ------------- |
| 1994 | Huissen             | 11e           |  | 1999 | Huissen    | 6e     |  | 2005 | Гронинген | 1e     |  | 2010 | Emmen            | 5e            |
| 1995 | Stadskanaal         | 5e            |  | 2001 | Zwartsluis | 4e     |  | 2006 | Кулемборг | 1e     |  | 2011 | Wapenveld        | 9e            |
| 1996 | Steenwijk           | 7e            |  | 2002 | Velp       | 6e     |  | 2007 | Soest     | 1e     |  | 2012 | Heerhugowaard    | 6e            |
| 1997 | Uithuizen           | 6e            |  | 2003 | Amsterdam  | 1e     |  | 2008 | Emmeloord | 10e    |  | 2013 | Steenwijk        | 4e            |
| 1998 | Hoogezand-Sappemeer | 3e            |  | 2004 | Huissen    | 1e     |  | 2009 | Huissen   | 6e     |  |      |                  |               |